# Lövskärsfjärdenin reunasaaret
Lövskärsfjärdenin reunasaaret este o arie protejată (arie specială de conservare — SAC, sit de importanță comunitară — SCI) din Finlanda întinsă pe o suprafață de 80 ha, integral pe uscat.

## Localizare
Centrul sitului Lövskärsfjärdenin reunasaaret este situat la coordonatele 60°08′32″N 21°23′57″E / 60.1422°N 21.3992°E.

## Înființare
Situl Lövskärsfjärdenin reunasaaret a fost declarat sit de importanță comunitară în august 1998 pentru a proteja un număr necunoscut de specii din flora spontană și fauna sălbatică aflate în arealul zonei. Situl a fost protejat și ca arie specială de conservare în aprilie 2015.

## Biodiversitate
Situată în ecoregiunea boreală, aria protejată conține 9 habitate naturale: Pante stâncoase calcaroase cu vegetație casmofită, Pante stâncoase silicioase cu vegetație casmofită, Taiga vestică, Păduri fino-scandinave bogate în ierburi cu Picea abies, Pășuni din zone de pădure fino-scandinave, Vegetație perenă pe țărmurile stâncoase, Insulițe și insule mici din Baltica boreală, Pajiști fino-scandinave uscate până la mezice, bogate în specii de altitudine mică, Alvar nordic și șisturi calcaroase precambriene.
La baza desemnării sitului se află un număr nedeclarat de specii protejate.
Pe lângă speciile protejate, pe teritoriul sitului au mai fost identificate 8 specii de plante, 1 specie de nevertebrate, 1 specie de pești.